# Puchar Świata w snowboardzie 2013/2014
Puchar Świata w snowboardzie w sezonie 2013/2014 była to 20. edycja tej imprezy. Cykl ten rozpoczął się 19 sierpnia 2013 roku w Nowozelandzkiej Cardronie w zawodach slopestyle’u. Ostatnie zawody sezonu rozegrane zostały 15 marca 2014 roku w Hiszpańskiej La Molinie.
Puchar Świata rozegrany został w 11 krajach i 17 miastach na 3 kontynentach. Najwięcej konkursów zostało rozegranych w Kanadzie (3 dla mężczyzn i 2 dla kobiet).
Sezon ten był sezonem olimpijskim, w którym odbyły się XXII Zimowe igrzyska olimpijskie w Soczi.
Obrońcami tytułów najlepszych zawodników Pucharu Świata byli:
- Patrizia Kummer ze Szwajcarii wśród kobiet (PAR)
- Andreas Prommegger z Austrii wśród mężczyzn (PAR)
- Dominique Maltais z Kanady wśród kobiet (Snowboard cross)
- Alex Pullin z Australii wśród mężczyzn (Snowboard cross)
- Kelly Clark ze Stanów Zjednoczonych wśród kobiet (AFU)
- Janne Korpi z Finlandii wśród mężczyzn (AFU)

## Konkurencje
- slalom równoległy (PSL)
- gigant równoległy (PGS)
- snowcross
- slopestyle
- halfpipe
- Big Air (tylko mężczyźni)

## Kalendarz i wyniki Pucharu Świata

### Mężczyźni
| Lp.                                                                | Data                           | Miejscowość           | Dyscyplina | 1. Miejsce         | 2. Miejsce         | 3. Miejsce           |
| ------------------------------------------------------------------ | ------------------------------ | --------------------- | ---------- | ------------------ | ------------------ | -------------------- |
| 1.                                                                 | 19 sierpnia 2013               | Cardrona              | SS         | Zawody odwołane    | Zawody odwołane    | Zawody odwołane      |
| 2.                                                                 | 24 sierpnia 2013               | Cardrona              | HP         | Ayumu Hirano       | Taku Hiraoka       | Christian Haller     |
| 3.                                                                 | 7 grudnia 2013                 | Montafon              | SX         | Markus Schairer    | Omar Visintin      | Kevin Hill           |
| 4.                                                                 | 8 grudnia 2013                 | Montafon              | SX         | Niemcy             | Kanada             | Włochy 2             |
| 5.                                                                 | 13 grudnia 2013                | Ruka                  | HP         | Janne Korpi        | Johann Baisamy     | Markus Malin         |
| 6.                                                                 | 13 grudnia 2013                | Carezza               | PGS        | Anton Unterkofler  | Žan Košir          | Lukas Mathies        |
| 7.                                                                 | 14 grudnia 2013                | Carezza               | PSL        | Sylvain Dufour     | Alexander Payer    | Lukas Mathies        |
| 8.                                                                 | 21 grudnia 2013                | Copper Mountain       | HP         | Taylor Gold        | Greg Bretz         | Ben Ferguson         |
| 9.                                                                 | 22 grudnia 2013                | Copper Mountain       | SS         | Ståle Sandbech     | Torstein Horgmo    | Shaun White          |
| 10.                                                                | 21 grudnia 2013                | Lake Louise           | SX         | Jarryd Hughes      | Konstantin Schad   | Alex Deibold         |
| 11.                                                                | 10 stycznia 2014               | Jauerling Bad Gastein | PSL        | Alexander Bergmann | Andreas Prommegger | Aaron March          |
| 12.                                                                | 12 stycznia 2014               | Bad Gastein           | PSL        | Vic Wild           | Žan Košir          | Simon Schoch         |
| 13.                                                                | 11 stycznia 2014               | Vallnord-Arinsal      | SX         | Trevor Jacob       | Stian Sivertzen    | Omar Visintin        |
| 14.                                                                | 12 stycznia 2014               | Vallnord-Arinsal      | SX         | Omar Visintin      | Lucas Eguibar      | Luca Matteotti       |
| 15.                                                                | 17 stycznia 2014               | Stoneham              | BA         | Petja Piiroinen    | Måns Hedberg       | Antoine Truchon      |
| 16.                                                                | 18 stycznia 2014               | Stoneham              | HP         | Ryō Aono           | Jan Scherrer       | Scotty James         |
| 17.                                                                | 19 stycznia 2014               | Stoneham              | SS         | Maxence Parrot     | Niklas Mattsson    | Torgeir Bergrem      |
| 18.                                                                | 18 stycznia 2014               | Rogla                 | PGS        | Lukas Mathies      | Žan Košir          | Sylvain Dufour       |
| 19.                                                                | 1 lutego 2014                  | Sudelfeld             | PGS        | Sylvain Dufour     | Lukas Mathies      | Justin Reiter        |
| 7 lutego – 23 lutego 2014 Zimowe Igrzyska Olimpijskie 2014 – Soczi |                                |                       |            |                    |                    |                      |
| 20.                                                                | 6 marca 2014                   | Kreischberg           | SS         | Måns Hedberg       | Petja Piiroinen    | Philipp Kundratitz   |
| 21.                                                                | 18 stycznia 2014 11 marca 2014 | Veysonnaz             | SX         | Fabio Cordi        | Anton Lindfors     | Christopher Robanske |
| 22.                                                                | 15 marca 2014                  | La Molina             | SX         | Paul Berg          | Nikołaj Olunin     | Regino Hernández     |

## Wyniki reprezentantów Polski
| Zawodnicy | Cardrona 19.08 | Cardrona 24.08 | Montafon 7.12 | Montafon 8.12 | Ruka 13.12 | Ruka 13.12 | Ruka 14.12 | Cooper Mountain 20.12 | Cooper Mountain 22.12 | Lake Louise 21.12 | Bad Gastein 10.01 | Bad Gastein 12.01 | Vallnord-Arinsal 11.01 | Vallnord-Arinsal 12.01 | Stoneham 17.01 | Stoneham 18.01 | Stoneham 19.01 | Veysonnaz 18.01 | Veysonnaz 19.01 | Rogla 18.01 | Sudelfeld 25.01 | Kreischberg 7.03 | La Molina 8.03 | La Molina 9.03 |
| Andrzej Gąsienica-Daniel                                                                                               | –              | –              | –             | –             | –          | 57         | 51         | –                     | –                     | –                 | 43                | 26                | –                      | –                      | –              | –              | –              | –               | –               | 60          | 46              |                  |                |                |
| Dawid Wał | –              | –              | 67            | 16            | –          | –          | –          | –                     | –                     | –                 | –                 | –                 | 69                     | 67                     | –              | –              | –              | –               | –               | –           | –               |                  |                |                |
| Maciej Jodko | –              | –              | 9             | 16            | –          | –          | –          | –                     | –                     | 12                | –                 | –                 | 55                     | 49                     | –              | –              | –              | –               | –               | –           | –               |                  |                |                |
| Marcin Bocian | –              | –              | 69            | –             | –          | –          | –          | –                     | –                     | –                 | –                 | –                 | –                      | –                      | –              | –              | –              | –               | –               | –           | –               |                  |                |                |
| Mateusz Ligocki | –              | –              | –             | –             | –          | –          | –          | –                     | –                     | –                 | –                 | –                 | –                      | –                      | –              | –              | –              | –               | –               | –           | –               |                  |                |                |
| Michał Ligocki | –              | 34             | –             | –             | 38         | –          | –          | 50                    | –                     | –                 | –                 | –                 | –                      | –                      | –              | 24             | –              | –               | –               | –           | –               |                  |                |                |
| Oskar Bom | –              | –              | –             | –             | –          | –          | –          | –                     | –                     | –                 | –                 | –                 | –                      | –                      | –              | –              | –              | –               | –               | –           | 45              |                  |                |                |
| Tomasz Kowalczyk | –              | –              | –             | –             | –          | –          | –          | –                     | –                     | –                 | –                 | –                 | –                      | –                      | –              | –              | –              | –               | –               | 45          | –               |                  |                |                |
| Oskar Kwiatkowski | –              | –              | –             | –             | –          | 64         | 64         | –                     | –                     | –                 | –                 | –                 | –                      | –                      | –              | –              | –              | –               | –               | –           | –               |                  |                |                |
| Piotr Gryzło | –              | –              | –             | –             | 42         | –          | –          | –                     | –                     | –                 | –                 | –                 | –                      | –                      | –              | –              | –              | –               | –               | –           | –               |                  |                |                |
| Piotr Janosz | –              | –              | –             | –             | –          | –          | –          | –                     | 39                    | –                 | –                 | –                 | –                      | –                      | –              | –              | 29             | –               | –               | –           | –               |                  |                |                |
| Tomasz Wolak | –              | –              | –             | –             | –          | –          | –          | –                     | 44                    | –                 | –                 | –                 | –                      | –                      | –              | –              | 41             | –               | –               | –           | –               |                  |                |                |
| Wojciech Wojtyła | –              | –              | –             | –             | –          | –          | –          | –                     | –                     | –                 | –                 | –                 | –                      | –                      | –              | –              | –              | –               | –               | –           | –               |                  |                |                |
| 1-3 4-30 poniżej 30 dnf – zawodnik nie ukończył zjazdu dns – Zawodnik nie wystartował dsq – Zawodnik zdyskwalifikowany |                |                |               |               |            |            |            |                       |                       |                   |                   |                   |                        |                        |                |                |                |                 |                 |             |                 |                  |                |                |

### Klasyfikacje
| Lp. | Zawodnik           | Punkty |
| --- | ------------------ | ------ |
| 1.  | Lukas Mathies      | 3740   |
| 2.  | Sylvain Dufour     | 3500   |
| 3.  | Žan Košir          | 2850   |
| 4.  | Vic Wild           | 2285   |
| 5.  | Nevin Galmarini    | 2020   |
| 6.  | Simon Schoch       | 1932   |
| 7.  | Andreas Prommegger | 1900   |
| 8.  | Rok Marguč         | 1770   |
| 9.  | Benjamin Karl      | 1610   |
| 10. | Aaron March        | 1570   |

| Lp. | Zawodnik           | Punkty |
| --- | ------------------ | ------ |
| 1.  | Lukas Mathies      | 2400   |
| 2.  | Sylvain Dufour     | 1760   |
| 3.  | Žan Košir          | 1600   |
| 4.  | Vic Wild           | 1130   |
| 5.  | Anton Unterkofler  | 1130   |
| 6.  | Rok Marguč         | 1040   |
| 7.  | Nevin Galmarini    | 900    |
| 8.  | Justin Reiter      | 745    |
| 9.  | Andreas Prommegger | 700    |
| 10. | Benjamin Karl      | 690    |

| Lp. | Zawodnik           | Punkty |
| --- | ------------------ | ------ |
| 1.  | Sylvain Dufour     | 1740   |
| 2.  | Simon Schoch       | 1460   |
| 3.  | Lukas Mathies      | 1340   |
| 4.  | Žan Košir          | 1250   |
| 5.  | Andreas Prommegger | 1200   |
| 6.  | Vic Wild           | 1155   |
| 7.  | Nevin Galmarini    | 1120   |
| 8.  | Alexander Bergmann | 1117   |
| 9.  | Alexander Payer    | 974    |
| 10. | Benjamin Karl      | 920    |

| Lp. | Zawodnik             | Punkty |
| --- | -------------------- | ------ |
| 1.  | Omar Visintin        | 3076   |
| 2.  | Paul Berg            | 2150   |
| 3.  | Christopher Robanske | 2120   |
| 4.  | Jarryd Hughes        | 2090   |
| 5.  | Konstantin Schad     | 2074   |
| 6.  | Kevin Hill           | 1722   |
| 7.  | Anton Lindfors       | 1670   |
| 8.  | Lucas Eguibar        | 1542   |
| 9.  | Nikołaj Olunin       | 1509   |
| 10. | Luca Matteotti       | 1507   |

| Lp. | Zawodnik           | Punkty |
| --- | ------------------ | ------ |
| 1.  | Måns Hedberg       | 1460   |
| 2.  | Maxence Parrot     | 1120   |
| 3.  | Petja Piiroinen    | 1060   |
| 4.  | Ståle Sandbech     | 1000   |
| 5.  | Niklas Mattsson    | 840    |
| 6.  | Torstein Horgmo    | 800    |
| 7.  | Ville Paumola      | 720    |
| 8.  | Torgeir Bergrem    | 611    |
| 9.  | Philipp Kundratitz | 600    |
| 9.  | Seppe Smits        | 600    |
| 9.  | Shaun White        | 600    |

| Lp. | Zawodnik         | Punkty |
| --- | ---------------- | ------ |
| 1.  | Scotty James     | 1400   |
| 2.  | Johann Baisamy   | 1362   |
| 3.  | Ryō Aono         | 1258   |
| 4.  | Greg Bretz       | 1250   |
| 5.  | Taku Hiraoka     | 1250   |
| 6.  | Taylor Gold      | 1220   |
| 7.  | Ayumu Hirano     | 1200   |
| 8.  | Dolf van der Wal | 1055   |
| 9.  | Janne Korpi      | 1039   |
| 10. | Jan Scherrer     | 1010   |

| Lp. | Zawodnik         | Punkty |
| --- | ---------------- | ------ |
| 1.  | Petja Piiroinen  | 1000   |
| 2.  | Måns Hedberg     | 800    |
| 3.  | Antoine Truchon  | 600    |
| 4.  | Maxence Parrot   | 500    |
| 5.  | Aleksiej Sobolew | 450    |
| 6.  | Nuutti Niemelä   | 400    |
| 7.  | Sam Turnbull     | 360    |
| 8.  | Aleksi Partanen  | 320    |
| 9.  | Niklas Mattsson  | 290    |
| 10. | Takahiro Ishida  | 260    |

| Lp. | Zawodnik        | Punkty |
| --- | --------------- | ------ |
| 1.  | Måns Hedberg    | 2260   |
| 2.  | Petja Piiroinen | 2060   |
| 3.  | Scotty James    | 1980   |
| 4.  | Maxence Parrot  | 1620   |
| 5.  | Johann Baisamy  | 1362   |
| 6.  | Ryō Aono        | 1258   |
| 7.  | Greg Bretz      | 1250   |
| 7.  | Taku Hiraoka    | 1250   |
| 9.  | Taylor Gold     | 1220   |
| 10. | Jan Scherrer    | 1210   |

### Kobiety
| Lp.                                                                | Data                           | Miejscowość           | Dyscyplina | 1. Miejsce         | 2. Miejsce                | 3. Miejsce                |
| ------------------------------------------------------------------ | ------------------------------ | --------------------- | ---------- | ------------------ | ------------------------- | ------------------------- |
| 1.                                                                 | 19 sierpnia 2013               | Cardrona              | SS         | Jamie Anderson     | Jenny Jones               | Cheryl Maas               |
| 2.                                                                 | 24 sierpnia 2013               | Cardrona              | HP         | Kelly Clark        | Cai Xuetong               | Gretchen Bleiler          |
| 3.                                                                 | 7 grudnia 2013                 | Montafon              | SX         | Eva Samková        | Dominique Maltais         | Helene Olafsen            |
| 4.                                                                 | 8 grudnia 2013                 | Montafon              | SX         | Włochy             | Stany Zjednoczone         | Francja 1                 |
| 5.                                                                 | 13 grudnia 2013                | Ruka                  | HP         | Li Shuang          | Rebecca Sinclair          | Clemence Grimal           |
| 6.                                                                 | 13 grudnia 2013                | Carezza               | PGS        | Patrizia Kummer    | Tomoka Takeuchi           | Jekatierina Tudiegieszewa |
| 7.                                                                 | 14 grudnia 2013                | Carezza               | PSL        | Caroline Calvé     | Jekatierina Tudiegieszewa | Selina Jörg               |
| 8.                                                                 | 21 grudnia 2013                | Copper Mountain       | HP         | Kelly Clark        | Arielle Gold              | Gretchen Bleiler          |
| 9.                                                                 | 22 grudnia 2013                | Copper Mountain       | SS         | Šárka Pančochová   | Isabel Derungs            | Elena Könz                |
| 10.                                                                | 21 grudnia 2013                | Lake Louise           | SX         | Lindsey Jacobellis | Dominique Maltais         | Helene Olafsen            |
| 11.                                                                | 10 stycznia 2014               | Jauerling Bad Gastein | PSL        | Patrizia Kummer    | Ester Ledecká             | Marion Kreiner            |
| 12.                                                                | 12 stycznia 2014               | Bad Gastein           | PSL        | Patrizia Kummer    | Julia Dujmovits           | Ester Ledecká             |
| 13.                                                                | 11 stycznia 2014               | Vallnord-Arinsal      | SX         | Dominique Maltais  | Aleksandra Żekowa         | Lindsey Jacobellis        |
| 14.                                                                | 12 stycznia 2014               | Vallnord-Arinsal      | SX         | Eva Samková        | Dominique Maltais         | Lindsey Jacobellis        |
| 15.                                                                | 18 stycznia 2014               | Stoneham              | HP         | Rana Okada         | Yuki Furihata             | Hikaru Ōe                 |
| 16.                                                                | 19 stycznia 2014               | Stoneham              | SS         | Christy Prior      | Cheryl Maas               | Anna Gasser               |
| 17.                                                                | 18 stycznia 2014               | Rogla                 | PGS        | Ester Ledecká      | Tomoka Takeuchi           | Julia Dujmovits           |
| 18.                                                                | 1 lutego 2014                  | Sudelfeld             | PGS        | Patrizia Kummer    | Tomoka Takeuchi           | Julia Dujmovits           |
| 7 lutego – 23 lutego 2014 Zimowe Igrzyska Olimpijskie 2014 – Soczi |                                |                       |            |                    |                           |                           |
| 19.                                                                | 6 marca 2014                   | Kreischberg           | SS         | Šárka Pančochová   | Henna Ikola               | Klaudia Medlová           |
| 20.                                                                | 18 stycznia 2014 11 marca 2014 | Veysonnaz             | SX         | Dominique Maltais  | Nelly Moenne-Loccoz       | Aleksandra Żekowa         |
| 21.                                                                | 15 marca 2014                  | La Molina             | SX         | Dominique Maltais  | Lindsey Jacobellis        | Raffaella Brutto          |

## Wyniki reprezentantek Polski
| Zawodniczka | Cardrona 19.08 | Cardrona 24.08 | Montafon 7.12 | Montafon 8.12 | Ruka 13.12 | Ruka 13.12 | Ruka 14.12 | Cooper Mountain 20.12 | Cooper Mountain 22.12 | Lake Louise 21.12 | Bad Gastein 10.01 | Bad Gastein 12.01 | Vallnord-Arinsal 11.01 | Vallnord-Arinsal 12.01 | Stoneham 17.01 | Stoneham 19.01 | Veysonnaz 18.01 | Veysonnaz 19.01 | Rogla 18.01 | Sudelfeld 25.01 | Blue Mountain 1.03 | Kreischberg 7.03 | La Molina 8.03 | La Molina 9.03 |
| Aleksandra Król | –              | –              | –             | –             | –          | 25         | 47         | –                     | –                     | –                 | 21                | 17                | –                      | –                      | –              | –              | –               | –               | 38          | 31              |                    |                  |                |                |
| Anna Moskal | –              | –              | –             | –             | 24         | –          | –          | –                     | –                     | –                 | –                 | –                 | –                      | –                      | –              | –              | –               | –               | –           | –               |                    |                  |                |                |
| Diana Sadłowska | –              | –              | –             | –             | –          | –          | –          | –                     | –                     | –                 | –                 | –                 | –                      | –                      | –              | –              | –               | –               | –           | –               |                    |                  |                |                |
| Joanna Dzierzawski | 17             | –              | –             | –             | –          | –          | –          | –                     | 20                    | –                 | –                 | –                 | –                      | –                      | –              | 21             | –               | –               | –           | –               |                    |                  |                |                |
| Joanna Zając | –              | 37             | –             | –             | 20         | –          | –          | –                     | –                     | –                 | –                 | –                 | –                      | –                      | 21             | –              | –               | –               | –           | –               |                    |                  |                |                |
| Julia Piasecka | –              | –              | –             | –             | –          | –          | –          | –                     | –                     | –                 | –                 | –                 | –                      | –                      | –              | –              | –               | –               | –           | –               |                    |                  |                |                |
| Karolina Sztokfisz | –              | –              | –             | –             | –          | 43         | dnf        | –                     | –                     | –                 | 22                | 12                | –                      | –                      | –              | –              | –               | –               | 15          | 37              |                    |                  |                |                |
| Katarzyna Rusin | 21             | 29             | –             | –             | –          | –          | –          | 39                    | dns                   | –                 | –                 | –                 | –                      | –                      | 24             | –              | –               | –               | –           | –               |                    |                  |                |                |
| Magdalena Hadt | –              | –              | –             | –             | –          | –          | –          | –                     | –                     | –                 | –                 | –                 | –                      | –                      | –              | –              | –               | –               | –           | –               |                    |                  |                |                |
| Weronika Biela | –              | –              | –             | –             | –          | 29         | 36         | –                     | –                     | –                 | 42                | 30                | –                      | –                      | –              | –              | –               | –               | 33          | 42              |                    |                  |                |                |
| Zuzanna Smykała | –              | –              | 36            | –             | –          | –          | –          | –                     | –                     | 34                | –                 | –                 | 31                     | 39                     | –              | –              | –               | –               | –           | –               |                    |                  |                |                |
| 1-3 4-30 poniżej 30 dnf – zawodniczka nie ukończyła zjazdu dns – Zawodniczka nie wystartowała dsq – Zawodniczka zdyskwalifikowana |                |                |               |               |            |            |            |                       |                       |                   |                   |                   |                        |                        |                |                |                 |                 |             |                 |                    |                  |                |                |

### Klasyfikacje
| Lp. | Zawodnik                  | Punkty |
| --- | ------------------------- | ------ |
| 1.  | Patrizia Kummer           | 4800   |
| 2.  | Ester Ledecká             | 3700   |
| 3.  | Julia Dujmovits           | 2730   |
| 4.  | Jekatierina Tudiegieszewa | 2540   |
| 5.  | Tomoka Takeuchi           | 2526   |
| 6.  | Marion Kreiner            | 2510   |
| 7.  | Caroline Calvé            | 2219   |
| 8.  | Selina Jörg               | 1928   |
| 9.  | Jekatierina Iluchina      | 1830   |
| 10. | Ina Meschik               | 1660   |

| Lp. | Zawodnik                  | Punkty |
| --- | ------------------------- | ------ |
| 1.  | Patrizia Kummer           | 2400   |
| 2.  | Tomoka Takeuchi           | 2400   |
| 3.  | Ester Ledecká             | 1850   |
| 4.  | Julia Dujmovits           | 1490   |
| 5.  | Marion Kreiner            | 1190   |
| 6.  | Jekatierina Tudiegieszewa | 1160   |
| 7.  | Ina Meschik               | 1100   |
| 8.  | Caroline Calvé            | 1000   |
| 9.  | Selina Jörg               | 860    |
| 10. | Isabella Laböck           | 820    |

| Lp. | Zawodnik                  | Punkty |
| --- | ------------------------- | ------ |
| 1.  | Patrizia Kummer           | 2400   |
| 2.  | Ester Ledecká             | 1850   |
| 3.  | Jekatierina Tudiegieszewa | 1380   |
| 4.  | Marion Kreiner            | 1320   |
| 5.  | Julia Dujmovits           | 1240   |
| 6.  | Caroline Calvé            | 1219   |
| 7.  | Selina Jörg               | 1068   |
| 8.  | Jekatierina Iluchina      | 1040   |
| 9.  | Natalja Sobolewa          | 950    |
| 10. | Nadya Ochner              | 920    |

| Lp. | Zawodnik             | Punkty |
| --- | -------------------- | ------ |
| 1.  | Dominique Maltais    | 3400   |
| 2.  | Lindsey Jacobellis   | 2560   |
| 3.  | Eva Samková          | 2360   |
| 4.  | Helene Olafsen       | 2010   |
| 5.  | Aleksandra Żekowa    | 1800   |
| 6.  | Yuka Fujimori        | 1450   |
| 7.  | Maëlle Ricker        | 1220   |
| 8.  | Charlotte Bankes     | 1040   |
| 9.  | Nelly Moenne-Loccoz  | 980    |
| 10. | Jacqueline Hernandez | 496    |

| Lp. | Zawodnik         | Punkty |
| --- | ---------------- | ------ |
| 1.  | Kelly Clark      | 2000   |
| 2.  | Rebecca Sinclair | 1640   |
| 3.  | Rana Okada       | 1520   |
| 4.  | Li Shuang        | 1380   |
| 5.  | Yuki Furihata    | 1330   |
| 6.  | Sophie Rodriguez | 1220   |
| 7.  | Gretchen Bleiler | 1200   |
| 8.  | Cai Xuetong      | 1160   |
| 9.  | Arielle Gold     | 1090   |
| 10. | Clemence Grimal  | 1079   |

| Lp. | Zawodnik         | Punkty |
| --- | ---------------- | ------ |
| 1.  | Šárka Pančochová | 2500   |
| 2.  | Cheryl Maas      | 1800   |
| 3.  | Christy Prior    | 1379   |
| 4.  | Jamie Anderson   | 1360   |
| 4.  | Anna Gasser      | 1119   |
| 6.  | Anna Gyarmati    | 1070   |
| 7.  | Elena Könz       | 1069   |
| 8.  | Henna Ikola      | 880    |
| 9.  | Klaudia Medlová  | 876    |
| 10. | Jenna Blasman    | 810    |

| Lp. | Zawodniczka      | Punkty |
| --- | ---------------- | ------ |
| 1.  | Šárka Pančochová | 2720   |
| 2.  | Kelly Clark      | 2000   |
| 3.  | Cheryl Maas      | 1800   |
| 4.  | Rebecca Sinclair | 1640   |
| 5.  | Rana Okada       | 1520   |
| 6.  | Li Shuang        | 1380   |
| 7.  | Christy Prior    | 1379   |
| 8.  | Jamie Anderson   | 1360   |
| 9.  | Yuki Furihata    | 1330   |
| 10. | Sophie Rodriguez | 1220   |